# Giuseppina Cobelli
Giuseppina Cobelli (Maderno, Brescia, 11 agosto 1898 – Salò, 1º settembre 1948) è stata un soprano italiano.

## Biografia
Scoperta dal musicologo Giacomo Benvenuti, fu inviata dallo stesso a Bologna, dove studiò canto con il prof. Giuseppe Arrigoni, ma anche in Baviera sotto la guida di Jacques Stuckgold.
Debuttò nel 1924 ad Amsterdam ne La Gioconda di Amilcare Ponchielli nel corso della prima tournée olandese. Nel 1925, per la prima italiana si esibì al Comunale di Piacenza, chiamata da Umberto Giordano per la ripresa de La cena delle beffe dopo la prima scaligera. Il 2 aprile dello stesso anno è la protagonista in Tosca per l'inaugurazione del Teatro Politeama ed in novembre Sieglinde in Die Walküre diretta da Ettore Panizza alla Scala di Milano.
Nel 1926 è Elsa in Lohengrin diretta da Antonio Guarnieri con Irene Minghini Cattaneo e Beniamino Gigli al Teatro Comunale di Bologna e la principessa Eboli in Don Carlo diretta da Arturo Toscanini con Bianca Scacciati, Carlo Galeffi e Tancredi Pasero alla Scala. Nel 1928 è Caterina-Katiusha in Risurrezione a Bologna cantata anche al Teatro Comunale di Firenze nel 1929 quando interpreta Siglinda ne La Valchiria diretta da Gino Marinuzzi con Nazzareno De Angelis al Teatro dell'Opera di Roma.
Nel 1930 è Isotta in Tristano e Isotta diretta da Victor De Sabata con Ebe Stignani, Renato Zanelli ed Aristide Baracchi alla Scala. L'anno seguente è Zoraima nella prima assoluta di La notte di Zoraima di Italo Montemezzi diretta dal compositore con Iris Adami Corradetti, Maria Caniglia, Giuseppe Nessi e Baracchi alla Scala.
Fu tra le principali interpreti wagneriane degli anni venti-trenta, particolarmente apprezzata per la grande forza comunicativa, la padronanza di mezzi vocali non comuni e la presenza scenica. Eccelse in La Valchiria, Tristano e Isotta, Lohengrin e Parsifal.
Fu altresì grande Tosca, Fedora, Santuzza e, probabilmente, la più grande Adriana Lecouvreur prima dell'avvento di Magda Olivero. Il suo repertorio comprese anche La cena delle beffe, Fedora, L'amore dei tre re, Resurrezione, La Wally, Otello, Andrea Chénier, Francesca da Rimini, per citare alcuni dei quaranta titoli rappresentati. Fu anche la prima interprete di Silvana, espressamente voluta da Ottorino Respighi e dal librettista Claudio Guastalla, ne La fiamma al Teatro Reale dell'Opera di Roma nel gennaio 1934.
La sua carriera, comunque prossima al termine, venne condizionata dalla sordità, della quale si riscontrano le prime tracce nel 1932. Va ricordata anche per essere stata l'unica artista a calcare il palcoscenico dotata di un apparecchio acustico, e ciò nel pieno della sua carriera. Cantò assieme ai tenori Miguel Fleta, Aureliano Pertile, Galliano Masini, Beniamino Gigli, Renato Zanelli, Giacomo Lauri-Volpi, Francesco Merli, ai baritoni Carlo Galeffi, Titta Ruffo, Gino Bechi, ai bassi Nazzareno De Angelis, Alexander Kipnis, Tancredi Pasero: fra i direttori con cui lavorò Arturo Toscanini, Victor de Sabata, Ettore Panizza, Tullio Serafin, Siegfried Wagner, Otto Klemperer, Gino Marinuzzi, Antonio Guarnieri, Vittorio Gui. I teatri maggiormente frequentati furono la Scala di Milano (16 ruoli), il Reale dell'Opera di Roma (13 ruoli) e il Teatro Colón di Buenos Aires (8 ruoli nel corso delle stagioni 1927/1931).

## Repertorio
| Ruolo                | Titolo                 | Autore       |
| -------------------- | ---------------------- | ------------ |
| Katiusha             | Risurrezione           | Alfano       |
| Margherita           | La dannazione di Faust | Berlioz      |
| Elena                | Mefistofele            | Boito        |
| Wally                | La Wally               | Catalani     |
| Adriana Lecouvreur   | Adriana Lecouvreur     | Cilea        |
| Leonora di Guzman    | La favorita            | Donizetti    |
| Maddalena di Coigny  | Andrea Chénier         | Giordano     |
| Fedora Romazoff      | Fedora                 | Giordano     |
| Caterina Hübscher    | Madame Sans-Gêne       | Giordano     |
| Ginevra              | La cena delle beffe    | Giordano     |
| Santuzza             | Cavalleria rusticana   | Mascagni     |
| Fiora                | L'amore dei tre re     | Montemezzi   |
| La Musica Silvia     | Orfeo                  | Monteverdi   |
| Fedra                | Fedra                  | Pizzetti     |
| Gioconda             | La Gioconda            | Ponchielli   |
| Manon Lescaut        | Manon Lescaut          | Puccini      |
| Floria Tosca         | Tosca                  | Puccini      |
| Minnie               | La fanciulla del West  | Puccini      |
| Silvana              | La fiamma              | Respighi     |
| Leonora              | Il trovatore           | Verdi        |
| Principessa d'Eboli  | Don Carlo              | Verdi        |
| Aida                 | Aida                   | Verdi        |
| Desdemona            | Otello                 | Verdi        |
| Elsa di Brabante     | Lohengrin              | Wagner       |
| Sieglinde            | La Valchiria           | Wagner       |
| Isotta               | Tristano e Isotta      | Wagner       |
| Kundry               | Parsifal               | Wagner       |
| Margarita            | I quatro rusteghi      | Wolf-Ferrari |
| Francesca da Polenta | Francesca da Rimini    | Zandonai     |

## Discografia originale
Malgrado la grande notorietà che ebbe negli anni della carriera, tutto ciò che rimane delle sue registrazioni sono due facciate registrate il 11 Giugno 1925,pubblicate per "La voce del padrone".
7-253130 Cavalleria rusticana (Mascagni) : Voi lo sapete o mamma (Matrice : BT1678-1) R 5183
7-253147 Gioconda (Ponchielli) : Suicidio! (Matrice : BT1677-1) R 5203